# Mario Czaja
Mario Czaja, né le 21 septembre 1975, est un homme politique allemand de l'Union chrétienne-démocrate (CDU) qui est membre du Bundestag depuis les élections de 2021.
Czaja est secrétaire général du parti de 2022 à 2023, sous la direction de Friedrich Merz. De 2006 à 2021, il est membre du Chambre des députés de l'État de Berlin.

## Jeunesse et formation
Czaja est né en 1975 à Berlin-Est, la capitale de l'Allemagne de l'Est, et étudie l'administration des affaires. De 1997 à 2000, il travaillé pour la compagnie d'assurance Nürnberger Versicherung (de).

## Carrière politique

### Carrière dans la politique de l'État
Czaja rejoint la CDU en 1993 à 18 ans et devient membre de la Chambre des députés de l'État de Berlin lors des élections de l'État de 1999 (en). Il est porte-parole de son groupe parlementaire sur la politique de santé de 2001 à 2011.
De 2011 à 2016, Czaja est également membre du Sénat de Berlin, le gouvernement du Land où il est responsable des soins de santé et des questions sociales. À l'époque, il est le plus jeune membre du gouvernement de l'État dirigé par Michael Müller.
En 2012, Czaja - avec ses collègues ministres d'État Frank Henkel et Thomas Heilmann (en) - plaide en faveur d'une réduction de l'utilisation personnelle du cannabis sans pénalité de 15 à six grammes. Toujours pendant son mandat, il nomme les anciens membres du gouvernement de l'État Eberhard Diepgen, Heidi Knake-Werner, Ingrid Stahmer (en) et Wolfgang Wieland (en) comme conseillers sur les politiques migratoires de la ville en 2014. En 2016, Czaja annule le contrat du gouvernement avec l'un des plus grands opérateurs d'auberges pour demandeurs d'asile de la ville après que les journaux B.Z. et Bild aient imprimé des courriels internes montrant les gestionnaires de l'entreprise plaisantant sur la construction d'une guillotine et d'un crématorium pour les enfants réfugiés.
Czaja est délégué de la CDU à la Convention fédérale dans le but d'élire le président de l'Allemagne en 2017.
De 2018 à 2021, Czaja est vice-président de son groupe parlementaire, sous la direction de Burkard Dregger (de). Pendant cette période, il est également membre du Comité de l'éducation, de la jeunesse et des familles.

### Membre du Parlement allemand (depuis 2021)
Czaja remporte l'élection dans le district de Berlin-Marzahn - Hellersdorf (de) aux élections fédérales allemandes de 2021, un siège occupé par des membres du SPD ou de Die Linke depuis les élections fédérales allemandes de 1990 (les premières à se tenir à Berlin-Est).
Avant l'élection à la direction des démocrates-chrétiens en 2022, Czaja soutient publiquement Friedrich Merz pour succéder à Armin Laschet à la présidence du parti et rejoint son équipe de campagne.

## Autres activités

### Conseils d'administration
- Vivantes Hospital Group (en), membre d'office du conseil de surveillance (2011-2016)[11]

### Organisations à but non lucratif
- Croix-Rouge allemande (RDC) - Chapitre de Berlin, Président[12]
- Centre cardiaque allemand, membre d'office du conseil (2011-2016)

## Positions politiques
Au sein de la CDU, Czaja est considéré comme un allié de Jens Spahn. Lorsque la CDU/CSU est entrée dans un gouvernement de coalition avec le Parti social-démocrate (SPD) de centre-gauche au niveau national après les élections de 2013, il a rejoint un groupe de jeunes membres du parti - dont Günter Krings (en), Michael Kretschmer et Spahn - pour signer une lettre ouverte qui appelait à des changements dans les politiques et le leadership de la CDU. Pour les élections nationales de 2021, il s'est joint à Spahn pour approuver Armin Laschet en tant que candidat conjoint des démocrates-chrétiens pour succéder à la chancelière Angela Merkel.
Toujours en 2021, Czaja critique publiquement le président de la CDU à Berlin, Kai Wegner, comme étant trop de droite, arguant qu'il était "plus proche de Hans-Georg Maaßen (en) qu'Angela Merkel et Armin Laschet".

## Vie privée
Le frère de Czaja est Sebastian Czaja (en). Il est marié à Julia Marx depuis 2012. Ils ont une fille.
En 1997, un tribunal ordonne à Czaja - qui avait 21 ans à l'époque - de payer une amende de 2 000 Deutsche Mark pour désertion après avoir omis de se présenter deux fois au service dans les forces armées allemandes. L'accusation exige initialement une peine avec sursis de quatre mois.